# 1912 en santé et médecine
| Années de la santé et de la médecine : 1909 - 1910 - 1911 - 1912 - 1913 - 1914 - 1915    |
| Décennies de la santé et de la médecine : 1880 - 1890 - 1900 - 1910 - 1920 - 1930 - 1940 |

Cet article présente les faits marquants de l'année 1912 en santé et médecine.

## Événements

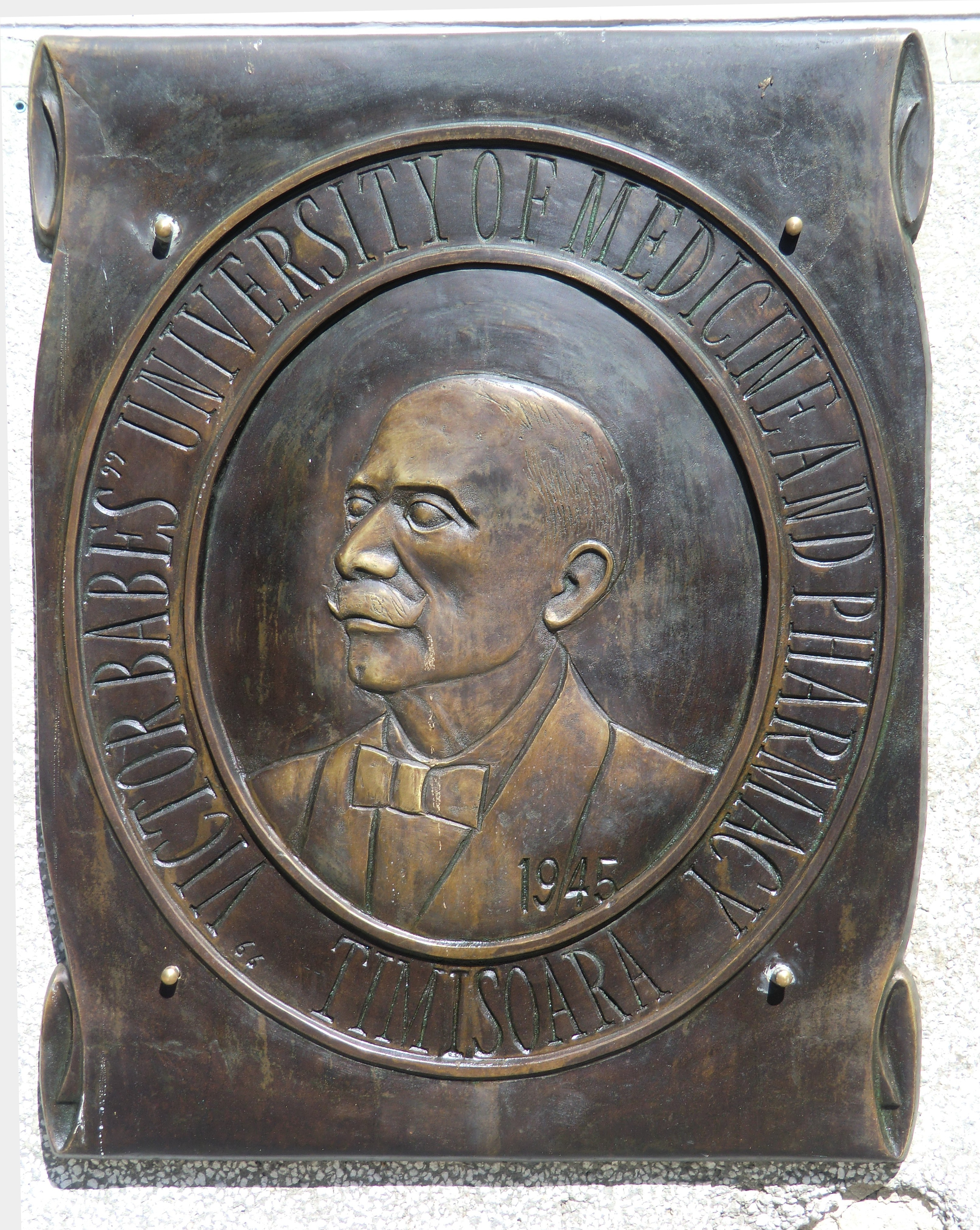
Victor Babès
Faculté de médecine de Timisoara

- 23 janvier : « Convention internationale de l'opium » conclue à La Haye[1].
- 28 juin : en France, arrêté reconnaissant l'impropriété de diverses substances au contact alimentaire[2].
- Juillet : le premier congrès international d'eugénique se tient à Londres[3].
- 28 décembre : fondation de la Société anthroposophique à Cologne par Marie von Sivers, Michael Bauer (de) et Carl Unger (de)[4],[5].
- Otto von Franqué (de) guérit un cancer des ovaires par la radiothérapie.
- Fondation de l'Union médicale franco-ibéro-américaine, devenue Union médicale latine en 1928, et de son organe, La Revue de l'Union médicale franco-ibéro-américaine[6].

## Publications
- Le pathologiste et microbiologiste roumain Victor Babès publie son Traité de la rage[7].
- C. Giachetti, « Maupassant e la sua malattia »[8],[9].
- Robert Holier, La Peur et les états qui s'y rattachent dans l’œuvre de Maupassant[10],[9].
- Emilio Padovani, Guy de Maupassant e il suicidio : Contributo alla psicopatologia del suicidio nella paralisi progressiva[11],[9].
- Louis Thomas, deuxième édition de La Maladie et la Mort de Maupassant[12],[9].
- Première description de la thyroïdite de Hashimoto par le médecin japonais Hakaru Hashimoto dans son article Zur Kenntnis der lymphomatösen Veränderung der Schilddrüse (Struma lymphomatosa)[13].

## Prix
- Prix Nobel de médecine : Alexis Carrel, « en reconnaissance de ses travaux sur la suture vasculaire et la transplantation des vaisseaux sanguins et des organes[14] ».

## Naissances
- 3 juin : Georges Daumezon (mort en 1979), psychiatre français, théoricien de la psychothérapie institutionnelle.
- 15 juin : Paul Milliez (mort en 1994), médecin et résistant français, spécialiste de l'hypertension artérielle.
- 1er juillet : Jacques Cordier (mort en 1990), ophtalmologiste français[15].
- 29 août : Lucien Léger (mort en 1999), chirurgien, spécialiste de la pathologie pancréatique et de l’hypertension portale[16].
- 8 septembre : Maurice Porot (mort en 1997), médecin français[17],[18].
- 15 octobre : Lucien Bonnafé (mort en 2003), psychiatre désaliéniste français, inspirateur de la politique de secteur en psychiatrie.
- 19 novembre : George Emil Palade (mort en 2008), prix Nobel de médecine en 1974.

Date inconnue
- Henri Rey (mort en 2001), psychanalyste franco-mauricien.

## Décès
- 17 janvier : Joaquin Albarran (né en 1860), médecin et chirurgien français d'origine cubaine, pionnier de la chirurgie urologique.
- 10 février : Joseph Lister (né en 1827), chirurgien britannique, pionnier de l'antisepsie dans la chirurgie opératoire.
- 1er avril : Paul Brousse (né en 1844), médecin et homme politique français, anarchiste, socialiste, membre de la Commune[19].
- 30 avril : Ernest Duchesne (né en 1874), médecin français, officier du corps de santé des armées, précurseur de l'antibiothérapie[20].
- 11 juillet : Ferdinand Monoyer (né en 1836), physicien et ophtalmologue français, inventeur de l'échelle Monoyer.
- 31 août : Paul Robin (né en 1837), pédagogue français, libertaire, eugéniste et néomalthusien, partisan de la contraception.
- 18 octobre : Jules de Seynes (né en 1833), médecin, botaniste et mycologue français[21].
- 23 octobre : Élie de Cyon (né en 1843), médecin, physiologiste, journaliste et essayiste russe.
- 27 octobre : Paul Segond (né en 1851), pionnier de la chirurgie obstétricale et de l’enseignement de la gynécologie.
- 20 décembre : Paul Topinard (né en 1830), médecin et anthropologue français.

Date inconnue
- Marie Feuillet (née en 1864), infirmière française[22].
- Paul Triaire (né en 1842), historien français de la médecine[23].